# Adriaen van Bloemen

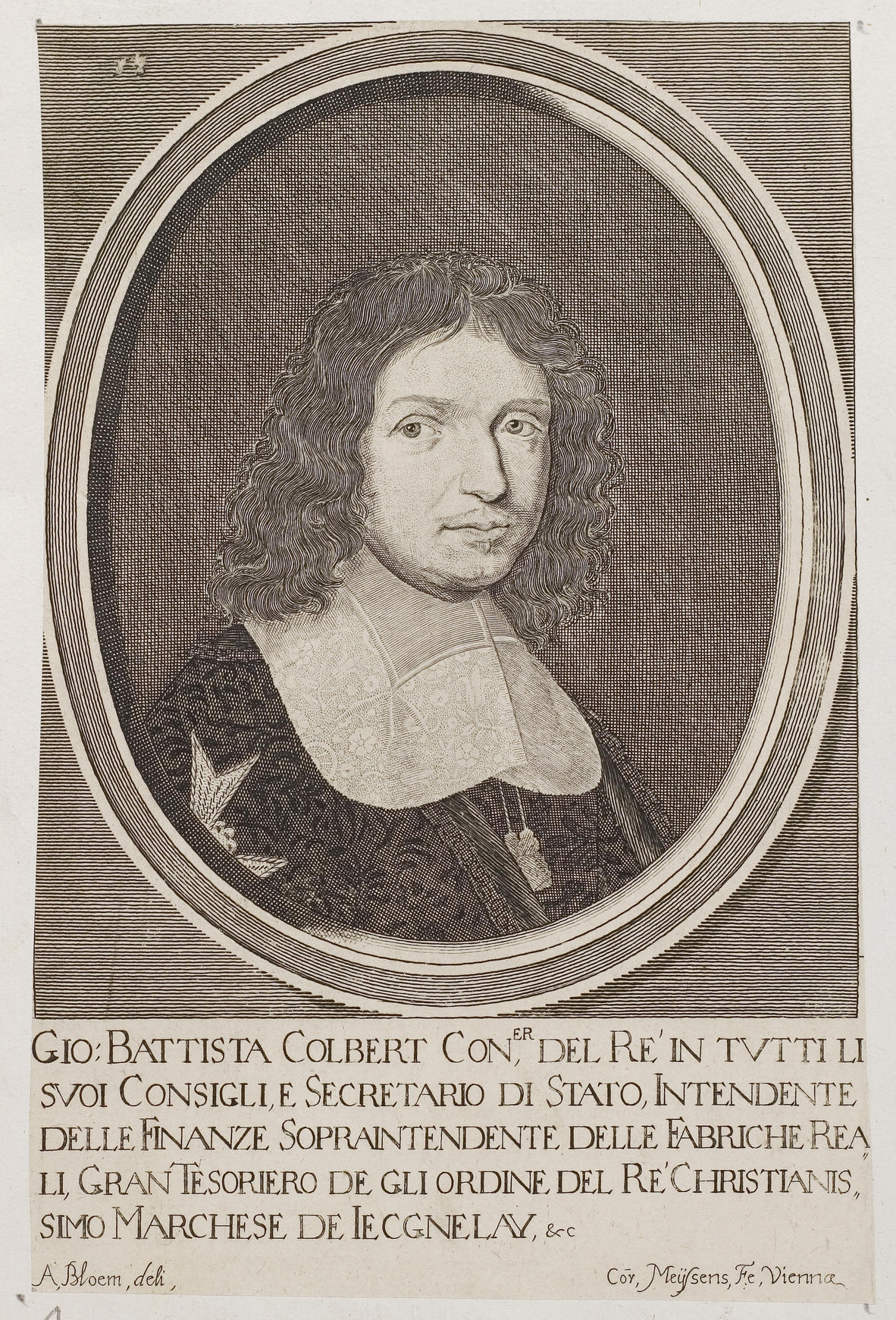
Ritratto incisione di Jean-Baptiste Colbert

Adriaen van Bloemen o Adrian Blum (Anversa, 27 febbraio 1639 – Vienna, 1697 circa) è stato un incisore e pittore fiammingo naturalizzato austriaco.

## Biografia
Nacque ad Anversa e dal 1656 al 1657 fu allievo di Jan Peeters il Vecchio. Si sposò a Vienna nel 1668. È noto per i ritratti eseguiti a personaggi dell'impero asburgico. Successivamente incise opere da originali di altri artisti firmandosi "A. Bloem".
Morì a Vienna.